# عبد الله بن أحمد باشا الصانع
عبد الله بن أحمد باشا الصانع ( - 7 تشرين الثاني 1931) هو سياسي عراقي أُسند له عدة مناصب حكومية وإدارية كان آخرها وكيل وزارة داخلية العراق.
يحمل شهادة من كلية الحقوق، وكان أحد أعضاء لجنة ترسيم الحدود العراقية –التركية.
كما عمل متصرفا في عدة ألوية عراقية منها لواء الديوانية ولواء الكوت ولواء العمارة ولواء الموصل ولواء بغداد ثم عين مديراً عاماً لوزارة الداخلية.
قتله الشيخ عبد الله بك الفالح السعدون عام 1933 في وزارة الداخلية ليمنعه من الزواج من بنت عبد المحسن السعدون.

## عائلته
عبد الله بن أحمد باشا بن عبد العزيز بن الأمير أحمد بن ناصر بن محمد الصانع العبد المحسن من أسرة الدهامشة الزبيرية المعروفة التي تعود جذورها إلى مدينة المجمعة في نجد، وهذه الأسرة من عشيرة العمارات من وائل من قبيلة عنزة.
كان جده (توفي عام 1897) ملاكا شهيرا ورئيسا لبلدية البصرة.
أما أبوه أحمد باشا الصانع (توفي عام 1930) فكان سياسياً عراقياً أسند له منصب وزير بدون حقيبة وزارية في أول حكومة عراقية برئاسة عبد الرحمن الكيلاني النقيب، لكنه فضل شغل منصب أول متصرف للواء البصرة في العهد الملكي منذ عام 1920 حتى كانون الثاني 1927